# Ремигий
Ремигий (также Ремигий Реймсский или святой Реми; фр. Remi, лат. Remigius; около 437—13 января 533) — епископ Реймсский с 459 года, апостол франков.
Считается, что именно он обратил в христианскую веру салических франков, крестив 25 декабря 498 года первого короля из династии Меровингов Хлодвига I с 3000 его воинов и приближённых. Это один из ключевых моментов в истории европейского христианства. Именно тогда Реймсский собор стал тем местом, где в будущем короновались все короли и императоры Франции.

## Биография
Святой Ремигий родился в 437 году в Лаонском диоцезе. Считается, что он происходит из состоятельной галло-римской семьи, его отцом был граф Эмиль Лаонский, а матерью — Святая Селин, дочь епископа Суассонского. Своё теологическое образование Ремигий получил в Реймсе, и вскоре стал известен благодаря своей учёности и святости. В 22 года его избрали епископом Реймса.
С именем святого Ремигия связана легенда о суассонской чаше. То, что Хлодвиг I согласился ему эту чашу вернуть, может свидетельствовать, что между епископом и франкским королём были довольно хорошие отношения. Именно Ремигий и жена Хлодвига св. Клотильда смогли убедить короля принять истинную веру, а не широко распространённое в то время арианство. Ещё до того, как Хлодвиг был окрещён, он богато одаривал как самого епископа, так и жителей-христиан Реймса. А после победы над аламаннами в битве при Толбиаке в 496 году он попросил епископа реймсского окрестить его и 3000 его воинов (если верить словам Григория Турского), что и произошло 25 декабря 498 года (эта дата довольно условна; точнее было бы сказать, что данное событие произошло в промежутке между 496 и 500 гг.). Традиция помазания королей на царствование в Реймсе появилась уже после смерти епископа Ремигия, её ввёл епископ реймсский Гинкмар в IX веке.
Хлодвиг наделил Ремигия землями, где тот построил и освятил большое количество церквей. Он возвёл в ранг епископств Турне, Камбре, Теруан, Аррас и Лан. Брат святого Ремигия Principius был епископом Суассона и состоял в переписке с Сидонием Аполлинарием.
Авторы «Gallia Christiana» рассказывают, что святому Ремигию делали дары и многие другие франки, а епископ передавал их в Реймсский собор.
Хотя Ремигий никогда не принимал участия во Вселенских соборах, в 517 году он провёл синод в Реймсе, на котором после жаркой дискуссии он переубедил епископа, который впал в ересь — перешёл в арианство. Влияние Ремигия на простой народ и на священнослужителей было огромно в связи с тем, что он простил оскорбления, которые ему нанёс Клавдий, священник, которого Ремигий ранее положил в сан. Этим Ремигий заслужил осуждение других епископов, так как они считали, что Клавдий заслуживает отлучения.
Поучениями епископа Ремигия восхищался в то время Сидоний Аполлинарий, о чём он писал в своих письмах к епископу. К сожалению, письма Ремигия до нас не дошли. Существует четыре письма Сидония Аполлинария: в одном рассказывается о священнике Клавдии, два из них написаны Хлодвигу и одно — епископу Тонгра.
«Завет» святого Ремигия является апокрифом. Короткое, однако легендарное житие святого Ремигия приписывается Венанцию Фортунату. Другое житие, если верить Иакову из Ворагина (архиепископ Генуи и автор «Золотых легенд», сборника житий святых), было написано епископом Игнацием Реймсским. Поздравительное письмо к папе Гормизду по поводу его избрания в 523 году тоже является апокрифом. Письмо, в котором Гормизд якобы назначил Ремигия наместником в королевстве Хлодвига, было признано фальшивым. Считается, что речь идёт о попытке епископа Гинкмара Реймсского обосновать свои притязания на возвышение Реймса до первостепенного уровня.
Святой Ремигий был похоронен в Реймсском соборе, откуда епископ Гинкмар Реймсский приказал перенести его мощи в Эперне во время набегов викингов. Оттуда в 1099 году мощи были перенесены в аббатство Святого Ремигия.
День Святого Ремигия празднуется 1 октября.

## Церкви
- Базилика Сен-Реми в Реймсе в Шампань-Арденнах
- Церковь Сен-Реми в Монтье-ан-Дер в Шампань-Арденнах
- Церковь Сен-Реми в Форбаш в Лотарингии
- Церковь Сен-Реми в Schorbach (?) в Лотарингии

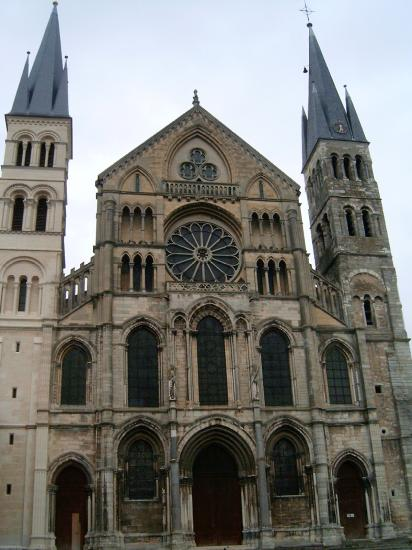
Базилика Сен-Реми в Реймсе, XI в.
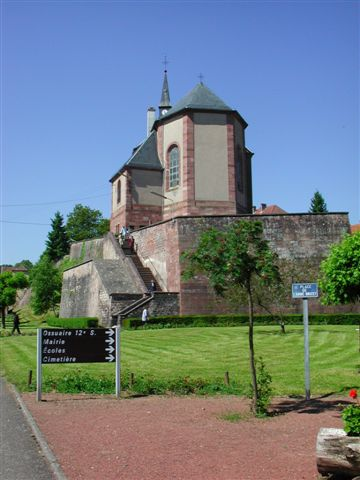
Церковь Сен-Реми в Schorbach, XII в.
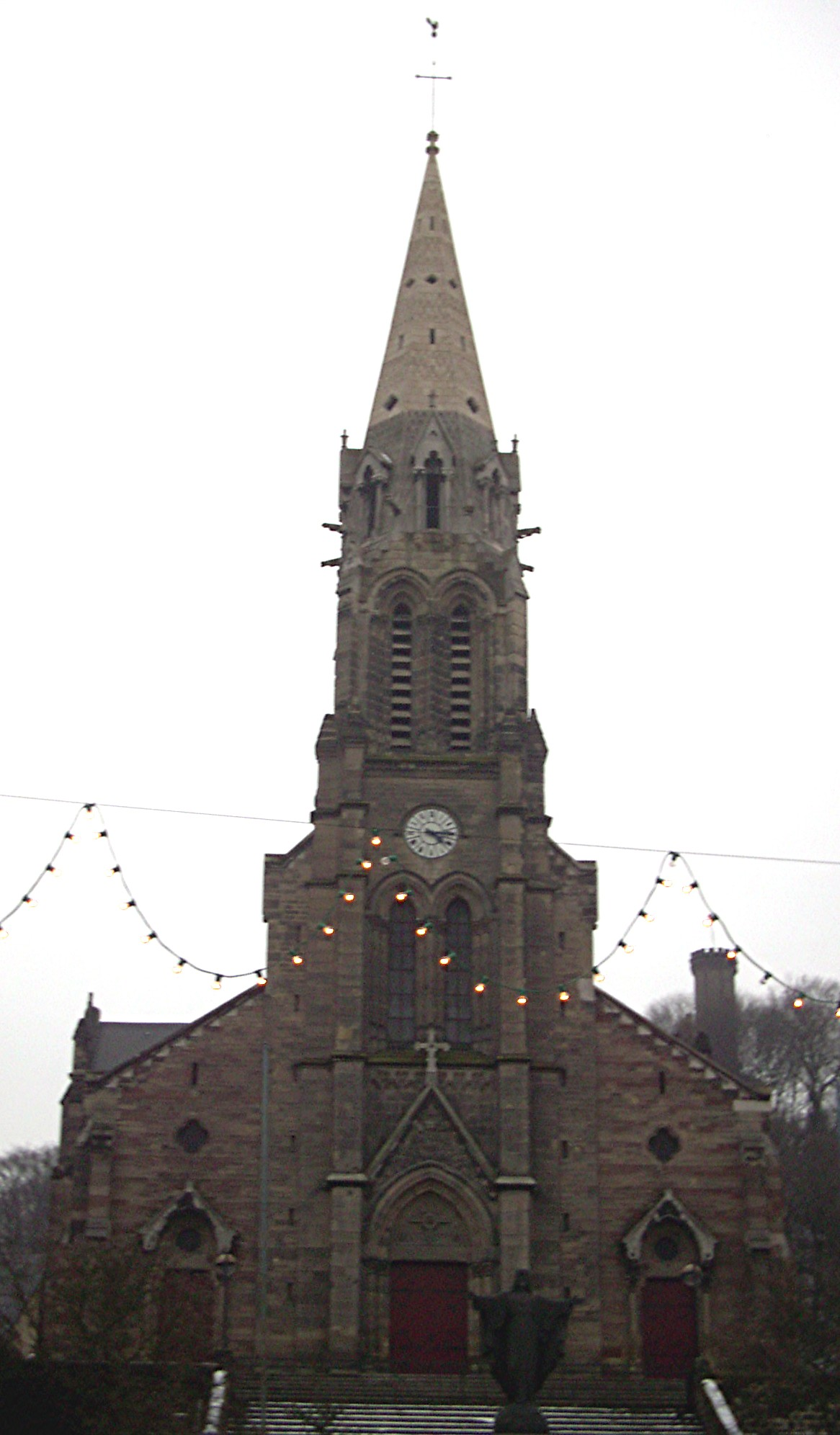
Церковь Сен-Реми в Форбаш, XIX в.